# هنری ساموئلی
هنری ساموئلی (انگلیسی: Henry Samueli؛ زادهٔ ۲۰ سپتامبر ۱۹۵۴) کارآفرین، نیکوکار، مدیر اجرایی، سرمایه‌دار و استاد دانشگاه آمریکایی لهستانی‌تبار است، که هم‌اکنون بعنوان رئیس هیئت مدیره شرکت برودکام و عضو هیئت علمی دانشگاه کالیفرنیا، لس آنجلس فعالیت می‌کند. وی عضو پیوسته انجمن مهندسان برق و الکترونیک می‌باشد.